# Elaphocordyceps capitata
Elaphocordyceps capitata ((Holmsk.) G.H. Sung, J.M. Sung & Spatafora, (2007)) è un fungo che vive a spese di altri organismi (parassita), come funghi sotterranei e insetti morti.

## Etimologia
L'etimologia del nome è riconducibile suo aspetto e viene dal latino capitatus che significa fornito di cappello.

## Descrizione della specie

### Corpo fruttifero
Corpo fruttifero formato da una clavetta spessa, che sembra un cappello ma che in realtà è solo apparente, e di un gambo; clavetta larga circa 1 cm, più o meno arrotondata, rastremata verso il gambo, di colore marrone-scuro, con periteci ovali, molto fitti, immerso nello strato esterno della clava.
Nel complesso, questo piccolo fungo ricorda una sorta di "fiammifero".

### Gambo
Gambo giallo, poi grigio-olivastro, fibroso, 3–8 cm alto.

### Spore
Spore filiformi, che si frammentano in pezzi più piccoli.

## Habitat
Cresce come parassita di un fungo ipogeo (sotterraneo), Elaphomyces granulatus.

## Commestibilità
Non commestibile, senza valore.

## Sinonimi e binomi obsoleti
- Sphaeria capitata Holmsk., Beata Ruris Otia FUNGIS DANICIS 1: 38 (1790)
- Torrubia capitata (Holmsk.) Cooke